# Stosunek międzyudowy

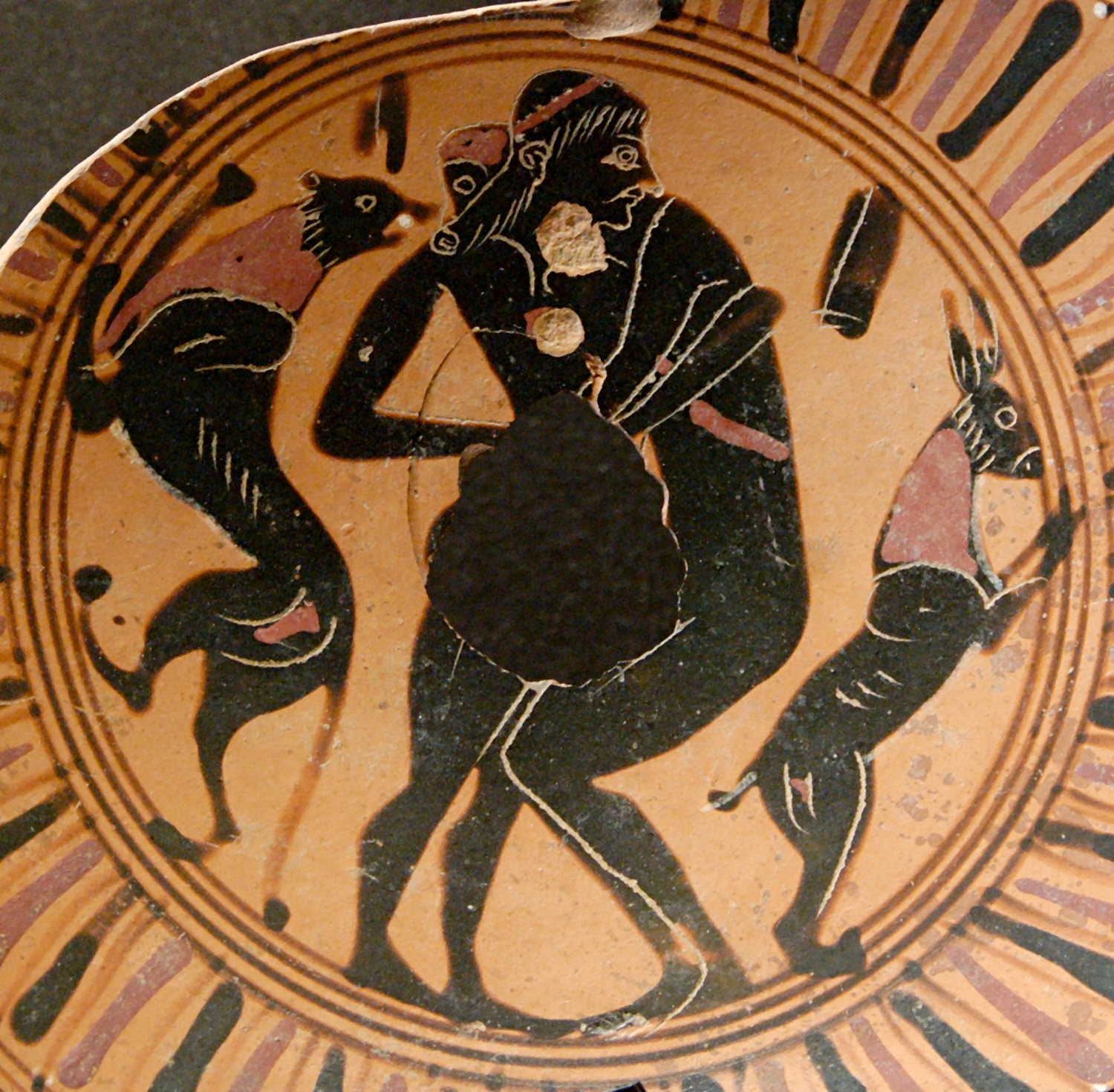
Ceramika czarnofigurowa z VI wieku p.n.e.: młody mężczyzna odbywający stosunek międzyudowy z efebem

Stosunek udowy (łac. coitus femoralis, coitus intercruralis) – odmiana seksu bez penetracji, w której mężczyzna umieszcza członek pomiędzy udami partnerki (partnera) i wykonuje ruchy frykcyjne lub partner pobudza penisa poprzez rytmiczne pocieranie go udami. Technika ta wykonywana jest zwykle z użyciem lubrykantu. Stosunek udowy pozwala na osiągnięcie kobiecie orgazmu, gdy żołądź stymuluje łechtaczkę.

## Popularność
Stosunki udowe są praktykowane przez młode osoby jako forma bezpiecznego seksu lub w celu zachowania dziewictwa (rozumianego jako nienaruszona błona dziewicza), a także przez pary, w których kobieta jest czasowo niezdolna do współżycia (np. zaawansowana ciąża). Forma ta była również bardzo popularna w przypadku homoseksualnych stosunków między mężczyznami w  starożytnej Grecji, gdyż penetracja analna była poniżająca dla partnera biernego (zob. pederastia w Starożytnej Grecji). Stosunki udowe są wciąż popularne wśród niektórych społeczności np. Zulusów (zwane „soma”) jako forma kontaktów przedmałżeńskich.